# 关口站 (中国)
关口站是位于云南省个旧市关口的一个铁路车站，邮政编码661411。车站建于1928年，有蒙宝铁路经过该站，现仅办理货运，不办理客运业务，车站及其上下行区间均未电气化。车站距离蒙自站33公里，隶属昆明铁路局，是五等站。